# Orphninotrichia papillata
Orphninotrichia papillata är en nattsländeart som beskrevs av Wells 1980. Orphninotrichia papillata ingår i släktet Orphninotrichia och familjen smånattsländor. Inga underarter finns listade i Catalogue of Life.